# Алутагузе
Алута́гузе (эст. Alutaguse: от alumine — нижний и -tagune — находящийся за чем-то) — низменность в Эстонии, расположенная в Ида-Вируском и, частично, в Ляэне-Вируском и Йыгеваском уездах.

## Географическое положение
Низменность Алутагузе ограничена:
- с севера — Ви́руским плато[эст.] (эст.) и вклинивающимся из его середины на юг Йы́хвиской возвышенностью[эст.] (эст.), являющимися участком Харью-Вируского плато[1][2], с расположенными на них городами, вытянутыми вдоль железной дороги и шоссе Таллинн — Нарва — Санкт-Петербург, и сельскохозяйственными угодьями;
- с востока — рекой Наро́вой;
- с юга — берегом Чудского озера;
- с запада — возвышенностью Пандивере.

Является продолжением Приильменской низменности, находящейся за рекой Наровой в Ленинградской области России.

## Геология
Низменность Алутагузе образовалась в результате выпахивающей деятельности языков ледника и продавливания поверхности земли ледником. После этого там образовались тонкие залежи ленточной глины и песка, ещё больше выровнявшие поверхность. Вдобавок поверхность позже выровняли болота. 12 000 лет назад территория низменности была дном Балтийского моря. Её суша вышла из-под воды при отступлении Чудского озера.
Под землёй почти по всей площади низменности расположены залежи горючего сланца возрастом около 450 млн лет. Сланец залегает на глубине 10—70 метров слоем толщиной 1,6—2,9 м. В западном направлении толщина слоя снижается.
Выходы известняковой плиты на поверхность отсутствуют.

## Водоёмы
Реки: Нарова, Раннапунгерья, Оямаа, Кунда, а также меньшие по размеру: Алайыги, Авийыги, Мустайыги, Городёнка, Поруни, Сытке и др.
Алутагузе изобилует болотами, занимающими более половины территории; крупнейшим из них присвоен статус заповедника: Му́рака (с эст. — «морошковое»), Пу́хату (с эст. — «нечистое»), Агусалу, Тудусоо и Си́ртси. Болота Пухату и Агусалу примечательны тем, что на них полосатым узором разбросаны гривы высотой более 20 м и шириной 60—90 м, поросшие сосняком с вереском, брусникой и лишайником.
Также ландшафтным заказником являются Куртнаские озёра. Есть в Алутагузе и ряд других, более мелких охраняемых природных территорий. В целом они охватывают 16,4 % территории низменности.
Остальные, кроме Куртнаских, озёра в Алутагузе расположены в основном на болотах.
Имеется много мелиоративных канав.
С XIX в. в Алутагузе начали вестись мелиоративные работы, достигшие особого размаха с 20-х годов XX в.. В ходе мелиоративных работ спрямлялись русла рек, копались канавы, осушались лесные и полевые участки. В результате улучшился рост зерновых, стали лучше расти луговые травы и можно было ходить по суше, не боясь замочить ног, но реки обмелели и в них стало гораздо меньше рыбы. До 50-х годов практиковался лесосплав, прекратившийся с постройкой узкоколейной железной дороги Сонда — Муствеэ.
До II Мировой войны на реках Алутагузе было много водяных мельниц. В весенние паводки их плотины открывались для спуска лишней воды и для прохода нерестящейся рыбы и мальков; также практиковался спуск воды в течение недели до и недели после Иванова дня (24 июня) для спуска лишней воды с суши. Водяные мельницы использовались для помола муки, лесопиления и обработки шерсти. В послевоенное время с началом широкого использования электроэнергии мельницы были заброшены и разрушились; некоторые из них в настоящее время восстановлены энтузиастами.

## Живая природа
Природа Алутагузе напоминает таёжную своей нетронутостью и бедностью растительных видов, что обусловлено нахождением низменности на границе хвойной тайги. Лесистость наибольшая в Эстонии — 88 %. Преобладают болотные леса и суборь на болотистых, оглеенных и песчаных почвах. Среди деревьев — сосна и берёза; ель распространена меньше, чем в остальной Эстонии. Лугов очень мало. На дюнах северного берега Чудского озера растут сосняки и, в заповеднике Ярвевялья близ посёлка Лохусуу, редкие для Эстонии дюнные дубравы.
Встречаются редкие виды растений: осока малоцветковая, сердечник клубненосный, цицербита, надбородник безлистный, горечавка лёгочная, гаммарбия и тайник сердцевидный. Между Наровой и болотом Пухату растёт первобытный лес, древостой которого состоит из липы, клёна, ясеня, дуба, ели и сосны.
В лесах и на болотных островах обитают тетерев, глухарь, рябчик; встречаются находящиеся под охраной скопа и малый подорлик. Здесь находится бо́льшая часть местообитания в Эстонии также охраняемой белки-летяги, живущей в больших лесных массивах, в которых также много медведей.
В Алутагузе иногда случайно попадают характерные таёжные животные: росомаха, кукша и бородатая неясыть.
На территории низменности в 2018 году организован национальный парк, также носящий название Алутагузе.

## Экология
На экологическую обстановку в Алутагузе оказывает влияние промышленность расположенных рядом с ним городов и связанные с этими городами объекты в северной части низменности. Это Оруские торфоразработки, сланцевые разрезы Нарвский, Вивиконд, Сиргала (с 2008 г. полигон Эстонских вооружённых сил) и Айду (закрыт с 2012 г.); шахты по добыче горючих сланцев: Эстония, Виру, Сомпа и Оямаа; работающие в основном на сланце Нарвские электростанции: Эстонская и Прибалтийская ГРЭС.
Действие всех этих объектов проявляется в химическом загрязнении, и изменении ландшафта в местах добычи полезных ископаемых. Площадь подземных и наземных выработок сланца составляет в общей сложности 425 км2. Выработанные карьеры рекультивируются и засаживаются лесом, в основном сосной и берёзой, а также осиной и ольхой. С 1960-х годов на сланцевых карьерах было высажено 13 000 гектаров леса, 70 % площади которого занимают хвойные деревья.

## Население
Заселена низменность редко, население живёт в основном в деревнях и сельских посёлках.
Крупнейшие населённые пункты:
- сельские посёлки Авинурме, Ийзаку, Лохусуу, Мяэтагузе, Роела, Туду, Тудулинна;
- деревня Куремяэ;
- удалённые районы города Кохтла-Ярве: Сиргала и Вийвиконна.

На побережье реки Наровы и Чудского озера чересполосно проживает русско-эстонское население. Русские, живущие на чудском побережье, в основном придерживаются старообрядчества. Много людей приезжает жить на Чудское озеро в дачный сезон.

## История
Первые люди появились в Алутагузе в начале I-го тысячелетия н. э. Затем в конце I-го — начале II-го тысячелетия н. э. началось заселение с востока русскими и водью, о чём свидетельствуют сохранившиеся там водские курганы.
В начале XIII в. датчанами был основан приход Алутагузе (эст.), давший название местности. В конце XIX в. он включал земли нынешних приходов Йыхви, Ийзаку и Вайвара.
В XVII—XVIII вв. в Алутагузе начали селиться русские староверы.
Традиционными занятиями местного населения в старину были добыча болотной руды, лесозаготовки, лесосплав и деревообработка, особенно характерная для деревень в окрестностях Авинурме..
В имении Авинурме в 1801—1811 гг. жил юный Вильгельм Кюхельбекер — будущий поэт, декабрист и однокашник Пушкина.

## Достопримечательности
В деревне Куремяэ расположен Пюхтицкий Успенский женский монастырь.
Также в Алутагузе имеются водские песчаные курганы конца I-го — начала II-го тысячелетия нашей эры. Расположены они в деревне Кивинымме, около реки Наровы, в окрестностях Ийзаку и Раннапунгерья; в деревне Йыуга находится самый большой курган в Эстонии — около 300 могил.
Через болото Селисоо проложена дощатая походная тропа.
На территории бывшего сланцевого карьера Айду в Майдлаской волости находится гребной канал длиной 2,3 км, шириной 162 м и глубиной 3,5 м. Рядом с каналом в 2020 году планируется создать центр водного спорта международного уровня.

## Карты
- Eesti veed [Карты] = Estonian waters / Raivo Aunap jt.. — 1:400 000. — Tartu : REGIO : Tartu Ülikool, 1991. — 50 000 экз.
- Virumaa, Jõgevamaa [Карты] / kartograafid Mari-Liis Otsing, Jaanika Lääne. — 1:200 000. — Tallinn : EOMAP, 2008. — (Turismikaart = Tourist map). — ISBN 978-9949-416-43-1.
- Ленинградская область и районные центры [Карты] : Атлас / ред. А. Носков; тех. ред. А. Логинова. — 1:200 000, 1:25 000. — СПб. : ВТУ ГШ, 444 ВКФ, 1998—1999. — 10 000 экз.